# 小行星4117
小行星4117（英語：4117 Wilke）是一颗围绕太阳公转的小行星。1982年9月24日，佛蒙特·伯根在陶腾堡发现了此天体。
这颗小行星的绝对星等为140.81226等。